# Termitidae
Termitidae es una familia de termitas (Isoptera), que contiene las siguientes subfamilias:

## Subfamilias
- Termitidae Latreille, 1802
  - Apicotermitinae Grassé & Noirot, 1954 [1955] (sin: Indotermitidae Roonwal & Sen Sarma in Roonwal, 1958)
  - Cubitermitinae Weidner, 1956
  - Foraminitermitinae Holmgren, 1912 (synonym: Pseudomicrotermitinae Holmgren, 1912)
  - Macrotermitinae Kemner, 1934, nomen protectum [ICZN 2003] (synonyms: Acanthotermitinae Sjöstedt, 1926, nomen rejiciendum [ICZN 2003]; Odontotermitini Weidner, 1956
  - Nasutitermitinae Hare, 1937
  - Sphaerotermitinae Engel & Krishna, 2004a
  - Syntermitinae Engel & Krishna, 2004a (synonym: Cornitermitinae Ensaf et al., 2004, nomen nudum)
  - Termitinae Latreille, 1802 (synonyms: Microcerotermitinae Holmgren, 1910b; Amitermitinae Kemner, 1934; Mirocapritermitinae Kemner, 1934; Mirotermitini Weidner, 1956; Capritermitini Weidner, 1956)